# Wilhelm Fränkel

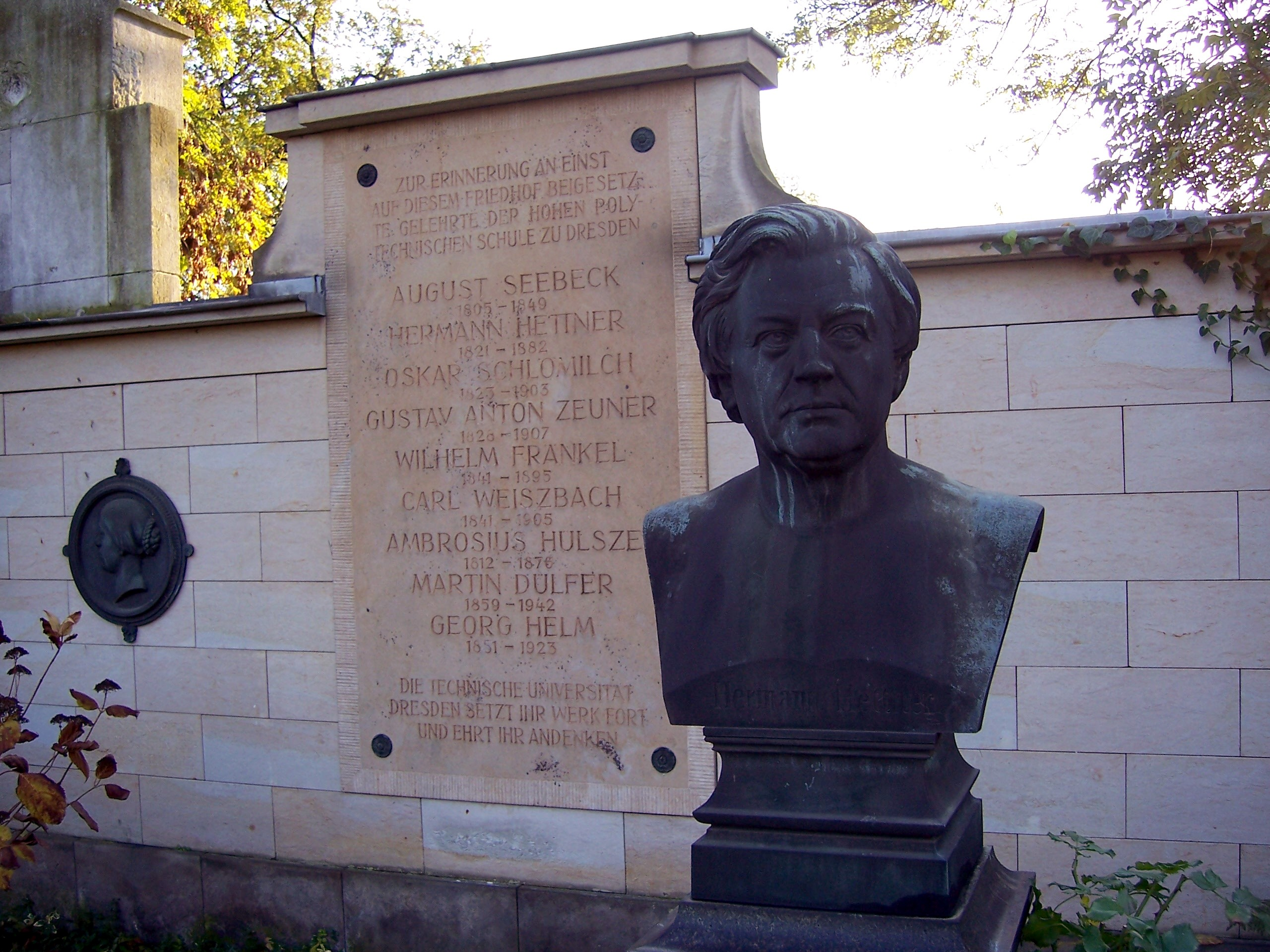
Memorial no Alter Annenfriedhof em Dresden.

Wilhelm Fränkel (Odessa, Império Russo, 1 de janeiro de 1841 – Dresden, 1895) foi um engenheiro civil alemão.

## Vida
Após frequentar o Ginásio em Odessa Fränkel começou a estudar engenharia em 1857 na Universidade Técnica de Dresden. A partir de 1862 foi engenheiro assistente da Königlich Sächsische Staatseisenbahnen, a partir de 1865 assistente de Johann Andreas Schubert e depois professor na Escola Politécnica de Dresden. Em 1867 obteve um doutorado na Universidade de Jena, com a tese Über die Einwirkung rollender Lasten auf nicht versteifte Hängebrücken. Obteve a habilitação em 1868. De 1868 a 1894 foi Professor für Brückenbau und Statik der Baukonstruktion na Universidade Técnica de Dresden. Wilhelm Fränkel morreu aos 54 anos de idade em 13 de abril de 1895 em Dresden e foi sepultado no Alter Annenfriedhof em Dresden. Sua sepultura foi destruída em 1945.
Ao mesmo tempo com Christian Otto Mohr e Emil Winkler trabalhou em 1867 com a teoria das linhas de influência. Inspirado na teoria de Winkler da linha de suporte em arcos de alvenaria, encontrou o princípio de Menabrea e, assim, fundou o teorema de Winkler (1882). Escreveu o capítulo Drehscheiben und Schiebebühnen (1882) do Handbuch der Ingenieurwissenschaften de Schäffer e Sonne.
Em 1891 oi eleito membro da Academia Leopoldina.